# Mauser Modelo 1908
O Mauser Modelo 1908 era uma série de fuzis de ação por ferrolho baseados no Gewehr 98. Produzidos inicialmente pela Deutsche Waffen und Munitionsfabriken (DWM) e Mauser, foram exportados para o Uruguai e o Brasil. Neste último país, a Indústria de Material Bélico do Brasil produziu versões atualizadas até que o fuzil foi substituído pelo FN FAL em 1964.

## Variantes

### Modelo 1908

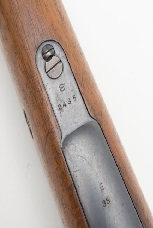
Detalhes do fuzil 1908

O fuzil Modelo 1908 era uma cópia do Mauser Gewehr 98, com câmara para o 7×57mm Mauser e com uma mira simples e um guarda-mão superior mais longo. Uma variante também foi reduzida para uma configuração de mosquetão de 1,06 m.

### Modelos 1935 e 08/34
O fuzil Modelo 1935 de 7mm fabricado pela Mauser era semelhante ao Modelo 1908, mas apresentava ranhuras para empunhar. Também havia uma variante de mosquetão. Não deve ser confundido com o mosquetão Modelo 1908/34 de fabricação tcheca (Vz. 12/33), o mosquetão Modelo 1908/34 era uma versão atualizada do Modelo 1908 usando madeira local.

### M1949
O Mosquetão Itajubá M1949 era um mosquetão 08/34 com câmara para o .30-06 Springfield. 

### M954
O Mosquetão Itajubá M954, de .30-06 Springfield, era uma variante dotada de cano de boca rosqueada, que possibilitava o uso de um quebra-chamas ou uma granada de bocal. Sua soleira foi inspirada na do Gewehr 43 (cuja cópia foi fabricada sob a mesma designação Itajubá M954 Mosquetão).

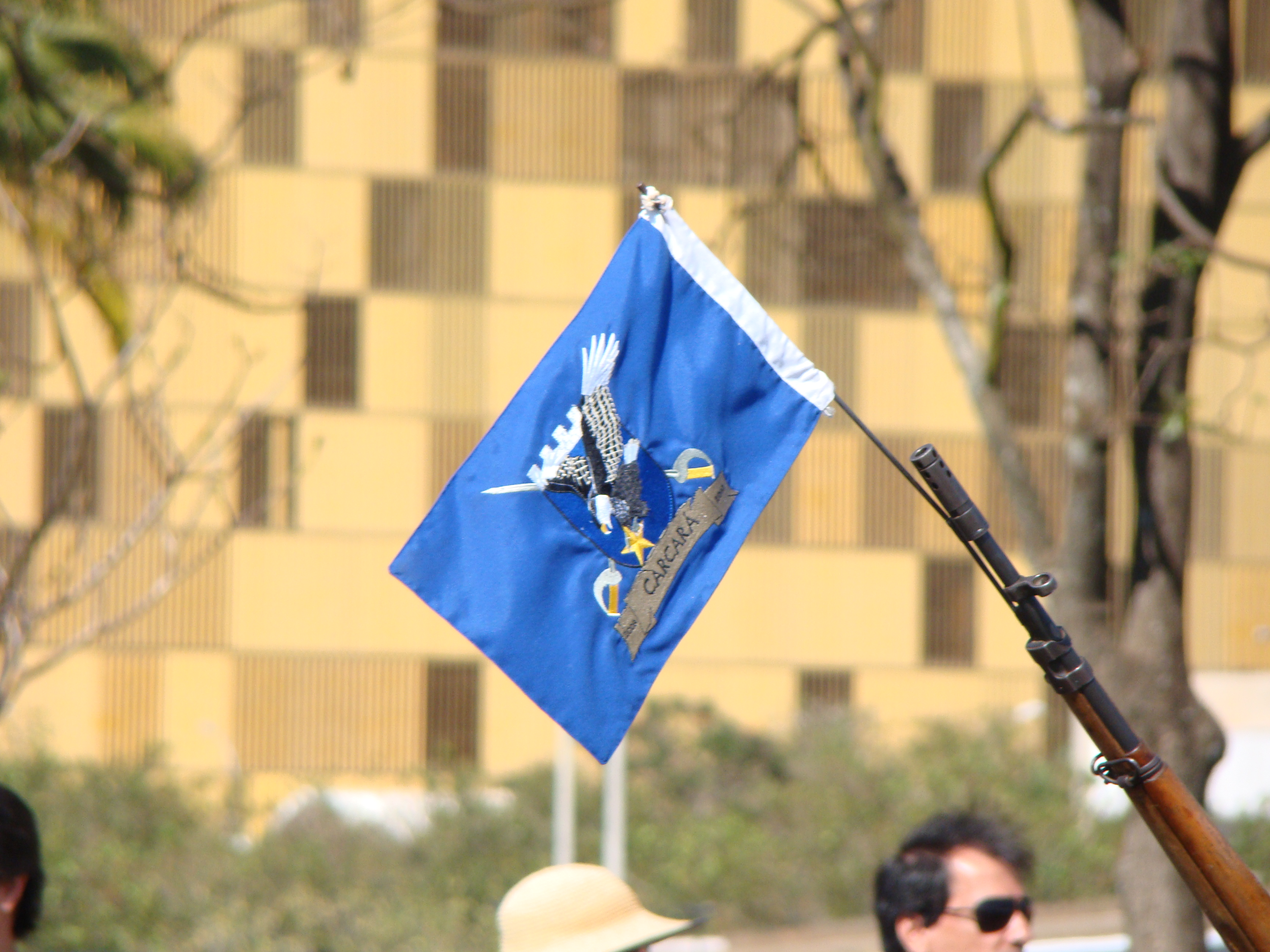
Um M968 em uma cerimônia da Polícia Militar em 2010

### M968
O Mosquetão 7,62mm Modelo 968 ou M968 foi um dos últimos fuzis de serviço Mauser produzidos. Este fuzil dispara o cartucho 7,62×51mm NATO, um dispositivo para granadas de bocal foi fixada em seu cano e sua coronha foi reforçada com borracha. Estes recursos também foram usados no FN FAL, daí o apelido de Mosquefal. Essa variante é usada nos Tiros de Guerra do Exército Brasileiro.

## História e serviço

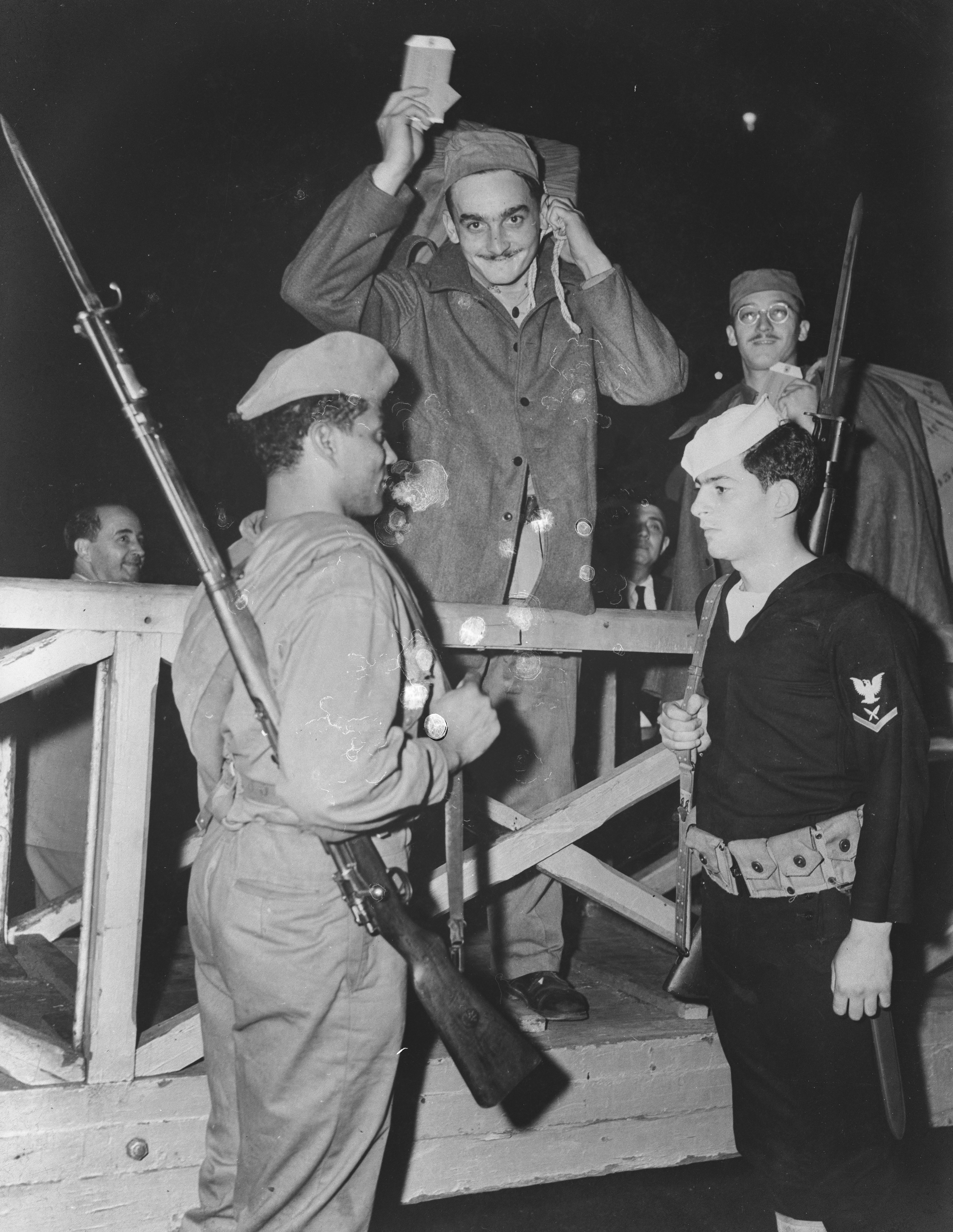
Um soldado brasileiro (esquerda) com um Mauser M1908 (ou M1908/34), em frente a um marinheiro americano com um fuzil Springfield M1903. Em 1944.

Um grande número de fuzis e mosquetões Modelo 1908 foi comprado entre 1908 e 1914. Enquanto a DWM era o principal fabricante, a Mauser produziu 100.000 Modelo 1908 com selos DWM Oberndorf. Alguns Mauser 1908 estiveram em combate durante a Guerra do Contestado. Mais tarde, fuzis e mosquetões Modelo 1935 foram comprados em quantidades desconhecidas da Mauser. Eles foram colocados em combate contra os cangaceiros. Para melhorar a independência do país em relação aos fornecedores estrangeiros, o Modelo 08/34 foi produzido em Itajubá.
O Uruguai recebeu fuzis e mosquetões modelo 1908 fabricados pela DWM antes de 1914 e os usou na década de 1950. Vários Mystery Mauser, semelhantes ao Modelo 1908, mas com câmara para o 7,92×57mm Mauser, podem ser encontrados com marcações árabes ou um hexagrama.
No início dos anos 1950, excedentes de fuzis e mosquetões 1908 brasileiros foram exportados para a República Dominicana. As marcações brasileiras foram substituídas pelas marcações dominicanas e os fuzis foram designados como Modelo 1953. Durante a intervenção dos Estados Unidos na Guerra Civil na República Dominicana em 1965, esses fuzis Mauser foram considerados muito eficazes, pois tinham alcance maior que o fuzil M16, usado pelos militares americanos.
No pós-guerra, a fábrica de Itajubá produzia os mosquetões M1949 e M954 para as Forças Armadas Brasileiras. Durante a Guerrilha do Araguaia, os rebeldes conseguiram adquirir Mauser 7,62 da polícia do Pará. O M968 foi produzido para as forças policiais brasileiras.